# SWEEPS-11
SWEEPS-11 è un pianeta extrasolare che orbita intorno alla stella SWEEPS J175902.67−291153.5 nella costellazione del Sagittario, approssimativamente 27.710 anni luce dal sistema solare (basato su un modulo di distanza di 14,1), rendendolo (insieme a SWEEPS-04) il più distante esopianeta conosciuto. Questo pianeta è stato scoperto nel 2006 dal programma SWEEPS (Sagittarius Window Eclipsing Extrasolar Planet Search) mediante il metodo del transito.
Questo pianeta gioviano caldo ha una massa 9,7 volte quella di Giove e un raggio di 1,13 volte quello di Giove. Il pianeta orbita circa 1,75 volte più vicino alla propria stella di quanto 51 Pegasi b orbiti attorno a 51 Pegasi, impiegando solo 1,8 giorni o 43 ore.